# Latvijas Pasts
VAS Latvijas Pasts – operator pocztowy oferujący usługi pocztowe na Łotwie, z siedzibą w stolicy kraju – Rydze.